# Kênh đào nhà máy xay

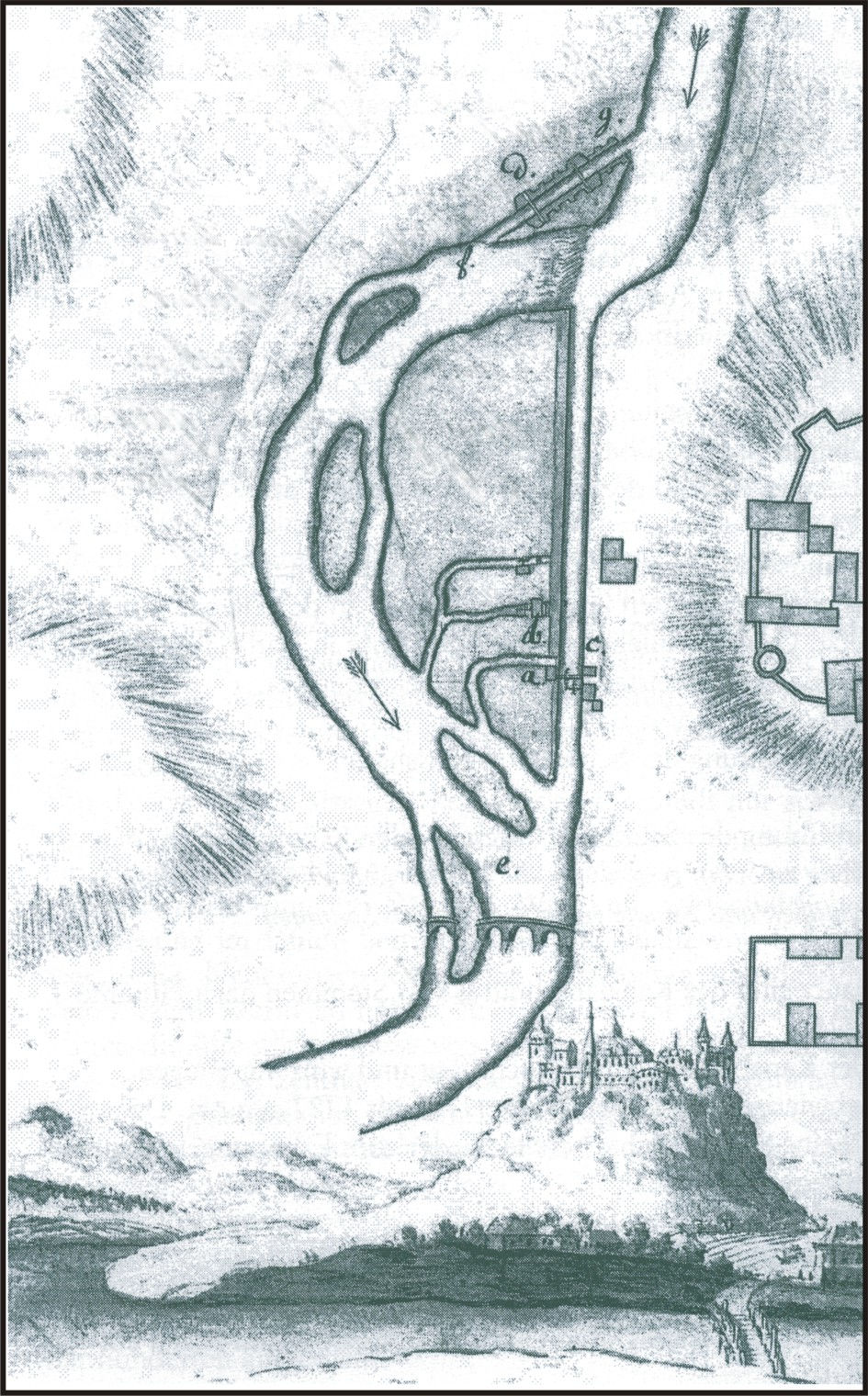
Cối xay nước của Burg Trendelburg: song song với dòng sông Diemel nước được dẫn vào một kênh đào.

Một kênh đào nhà máy xay (tiếng Đức: Mühlkanal, Mühlengraben, Mühlgraben, Mühlenbach hoặc Mühlbach, địa phương còn gọi Mühlenfließ hoặc (ở Eifel) Mühlenteich) là một kênh đào được tạo ra cho các nhà máy xay dùng năng lượng nước.
Kênh đào lấy nước bên trên một cối xay nước từ một dòng nước tự nhiên (thường được điều chỉnh bởi một đập nước) và lấy một phần nước làm nước vận chuyển cối. Phần dẫn nước vào được gọi là kênh trên (Obergraben). Lòng sông tự nhiên vẫn còn và phục vụ như dòng nước dẫn nước lũ. Phần kênh dưới nhà máy xay, kênh thường đoàn tụ với nước dòng nước tự nhiên, phần kênh này được gọi là kênh dưới (Untergraben). Rất hiếm khi toàn bộ dòng chảy trong phạm vi nhà máy xay hầu như bị lấp đi và điều chỉnh độ chảy, lúc đó nó được gọi là Mühlengraben.
Kênh đào nhà máy xay (Mühlkanal oder Mühlgraben) luôn là một kênh nhân tạo hoặc ít nhất là dòng chảy nhân tạo, trong khi một suối cối xay nước ("Mühlbach") cũng có thể là một dòng nước hoàn toàn tự nhiên (luôn có một đập nước). Nhiều Mühlbäche là dòng nước hoàn toàn bình thường, chúng được gọi như vậy vì ít nhất có một nhà máy xay nằm bên cạnh.